# Baronia d'Akova
La baronia d'Akova o baronia de Matagrifó fou una de les dotze grans baronies creades al Principat d'Acaia (establert a partir del 1205; la baronia es va concretar el 1209). Estava situada a Arcàdia i tenia com a centre a la fortalesa de Matagrifó ("Matagrecs", ja que els llatins anomenaven grifons els grecs) vora a moderna població de Demetsana. La seva successió ve establerta per la tesi de Karl Hopf, que no gaudeix d’unanimitat  entre els acadèmics.

## Història

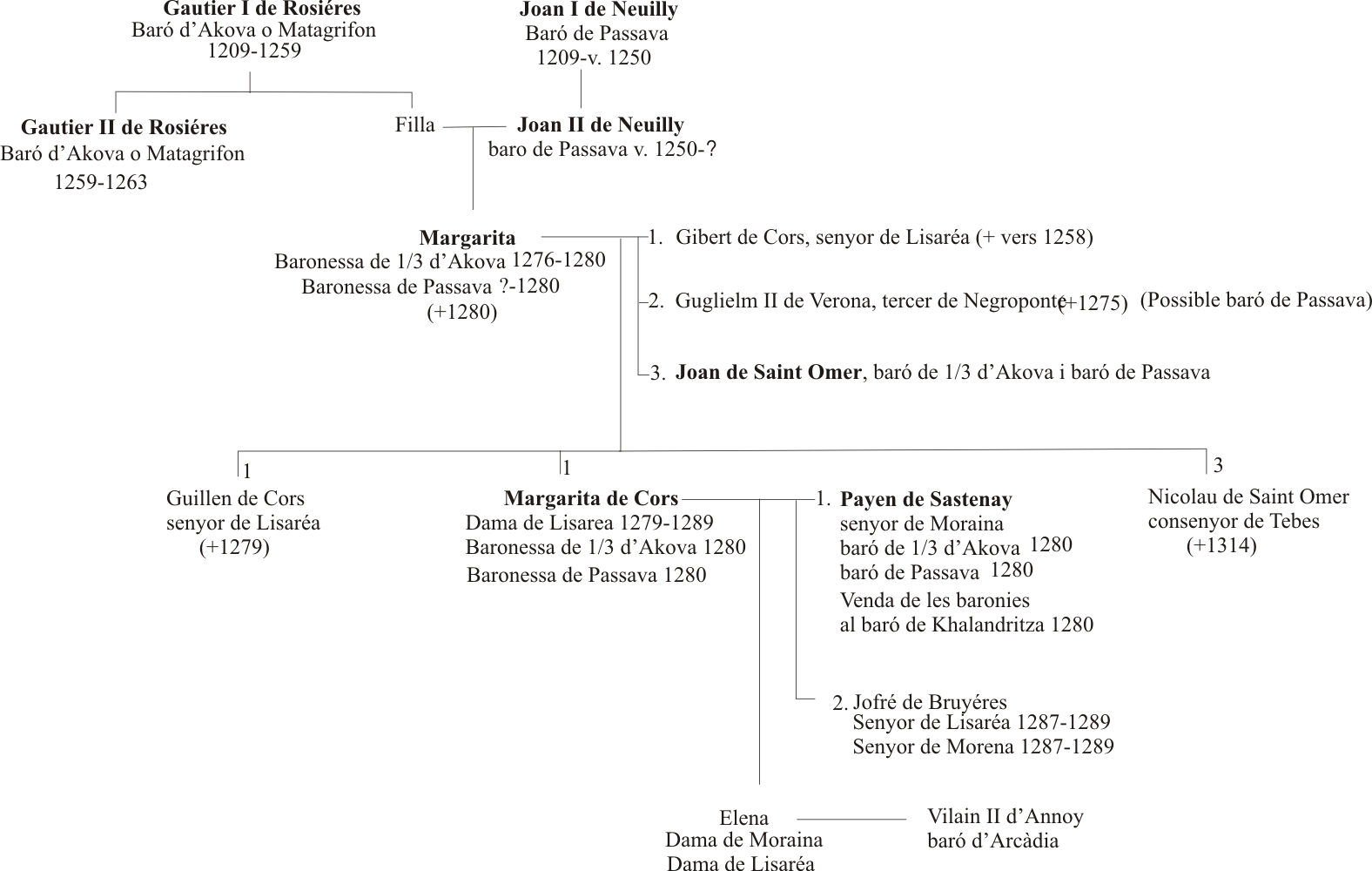
Genealogia dels barons d'Akova i barons de Passava

La baronia fou concedida a Gautier de Rozières, qui va construir el castell d'Akova o Matagrifó per protegir la vall del riu Alfeios. El 1259, el va succeir el seu fill, Gautier II, que va renunciar el 1263 i va morir el 1276. L'hereva més propera era la seva neboda, Margarida de Neuilly, filla d'una germana de Gautier i de Joan II de Neuilly, baró de Passavant i mariscal hereditari d'Acaia. Margarida, que des del 1262 era hostatge a Constantinoble, no va poder reclamar la baronia dins el termini legal de dos anys i dos dies, ja que quan fou alliberada, el termini ja havia expirat.
Finalment, a la mort de Gautier II el 1276, el príncep Guillem II de Villehardouin va concedir dos terços de la baronia a Margarida de Villehardouin, que tenia 10 anys. Als 28 anys, Margarida es va casar amb Isnard de Sabran (pel qual és coneguda com Margarida de Sabran) i, als 33 anys, es va casar en segones noces amb Ricard Orsini, comte de Cefalònia. Del primer matrimoni només va tenir una filla, Isabel de Sabran, qui es casaria amb l'infant Ferran de Mallorca. Al mateix temps, Guillem II va restituir un terç de la baronia a Margarida de Neuilly.
Margarida es va casar tres vegades:
1. Amb Gibert de Cors, senyor de Lisarea, que va morir el 1258, del que va deixar dos fills: Guillem de Cors, senyor de Alissos (a menys de 15 km al sud-oest de Patres) el 1275 (+ prop del 1280 sense fills); i Margarida de Cors, dama d'Alissos el 1280 fins al 1289.
2. Guglielmo o Guillem II de Verona, de la Triarquia de Negrepont, mort el 1275, del que no va tenir fills.
3. Joan de Saint Omer, consenyor de Tebes i baró d’un terç d'Akova o Matagrifó per matrimoni el 1276, va tenir un fill, Nicolau de Saint Omer, que fou mariscal (1290) i consenyor de Tebes (1290-1314).

Va morir el 1380, poc després que el seu fill Gibert. El terç de la baronia va recaure en la seva filla, Margarida de Cors, casada amb Payen de Sastenay, senyor de Morena o Moraina, qui poc després va vendre el terç de la baronia al baró de Calandritsa. Margarida fou dama d'Alissos durant 9 anys. Cap al 1287, mort Payen, es va casar amb Jofré de Bruyères.
Margarida de Cors va deixar una filla del seu primer matrimoni, de nom Elena, que el 1287 va heretar la senyoria de Moraina. Es va casar amb Vilain II d'Annoy, baró d'Arcadia.

## Referència
- Chroniques greco-romaines inédites ou peu connues, per Charles Hopf, Berlin, 1873